# José Fernández (beisebolista)
José D. Fernández (Santa Clara, 31 de julho de 1992 - Miami Beach, 25 de setembro de 2016) foi um beisebolista cubano, naturalizado norte-americano desde 2008 quando fugiu do pais caribenho.
Arremessador do Miami Marlins, foi descoberto quando jogava pela "Braulio Alonso High School" no torneio "Major League Baseball draft" de 2011. Estreou no Major League Baseball em 7 de abril de 2013.
Morreu em 25 de setembro de 2016, num acidente marítimo, quando o barco em que estava chocou-se contra um pier, resultando em três mortes.